# Рыбки (Винницкая область)
Рыбки (укр. Рибки) — село на Украине, находится в Песчанском районе Винницкой области.
Код КОАТУУ — 0523283404. Население по переписи 2001 года составляет 35 человек. Почтовый индекс — 24735. Телефонный код — 4349.
Занимает площадь 0,924 км².

## Адрес местного совета
24732, Винницкая область, Песчанский р-н, с. Черномин, ул. Ленина, 1